# Henrik Fagerli Rukke
Henrik Fagerli Rukke (* 20. října 1996) je norský rychlobruslař.
Od roku 2013 závodil ve Světovém poháru juniorů, v roce 2014 se poprvé představil na juniorském světovém šampionátu. Ve Světovém poháru debutoval na podzim 2015. V roce 2018 premiérově startoval na Mistrovství Evropy, kde se s norským družstvem umístil na čtvrté příčce v týmovém sprintu. Zúčastnil se Zimních olympijských her 2018 (500 m – 28. místo, 1000 m – 32. místo), na Mistrovství světa ve sprintu 2018 byl čtrnáctý. První medaili, bronzovou, získal ve sprintu na evropském šampionátu 2019. Na ME 2022 vybojoval v týmovém sprintu stříbro a stejnou disciplínu vyhrál na světovém šampionátu 2022.
Jeho bratr Christoffer Fagerli Rukke je rovněž rychlobruslařem.